# Ermita dels Sants Joans d'Albocàsser
L'ermita dels Sants Joans d'Albocàsser (Alt Maestrat, País Valencià) és un edifici religiós situat al nucli urbà, si bé fou construïda a extramurs del nucli primitiu de la població. Es tracta d'una construcció de finals del segle xiii, amb planta del tipus anomenat de Reconquesta, que presenta una sola nau amb arcs apuntats que sostenen el sostre de fusta i porta de mig punt. Conté el sepulcre del primer poblador de la localitat, Joan de Brusca, i també alberga un retaule dedicat als Sants Joans Baptista i Evangelista que es considera realitzat a principis del segle xv, tot i que alguns autor l'identifiquen amb una obra del pintor tortosí Domènec Valls, de la que se'n té notícia per documents i que dataria del 1373.
Antigament havia estat la parròquia d'Albocàsser, que actualment té la seu a l'església de l'Assumpció.